# Lana Del Ray (альбом)
Также существует сборник Lana Del Rey, выпущенный в 2012 году.
Lana Del Ray (стилизовано как Lana Del Ray a.k.a. Lizzy Grant) — дебютный студийный альбом американской певицы Ланы Дель Рей, изданный на независимом лейбле «5 Points Record» в 2010 году. Пластинка была записана в 2008 году. Стал последним диском, записанным Дель Рей на данном лейбле.
Альбом был выпущен в цифровом формате на iTunes, но в конечном итоге, через несколько месяцев, был удален из онлайн-магазина, в связи с тем, что лейбл был не в состоянии финансировать диск. Лана Дель Рей выкупила права на альбом, название которого отличается от нынешнего псевдонима певицы: «Del Rey» стилизовано как «Del Ray». После выпуска Born to Die в 2012 году под своим сценическим именем Lana Del Rey, она заявила, что в конце концов хотела бы переиздать альбом, и выпустить его летом 2012 года, но релиз переиздания так и не состоялся.

## История создания и релиз
Первый сингл с альбома, «Kill Kill», был записан и выпущен в октябре 2008 года, когда Дель Рей была известна под именем Лиззи Грант. Дэвид МакМюррэй записывал диск с Дель Рей около трех месяцев. Песня «Yayo», вошедшая на альбом, за всю историю своего существования, была записана и выпущена около трех раз. Позже Дель Рей перезаписала песню в третий раз для переиздания своего второго альбома, The Paradise Edition. Дель Рей заявила, что выбрала МакМюррэя для записи альбома, так как он заинтересован, помимо поп-музыки, также и в других жанрах. Отец Ланы, Роберт Грант помог дочери с маркетингом. По словам МакМюррэя, который продюсировал альбом, Грант выкупила права на альбом и свой контракт у лейбла в 2010 году из-за недовольства в плане продвижения альбома и его продаж. В интервью, продюсер заявил: «Её новый менеджер связался с нами, предложил цену и они выкупили контракт и авторские права на альбом». В январе 2012 года, после выпуска второго студийного альбома Born to Die, Дель Рей заявила на BBC, что недавно выкупила права на альбом, и планирует переиздать его летом 2012 года. В мае того же года она заявила, что выпуск переиздания не состоится, но песня «Yayo», вошедшая на альбом, будет перезаписана для переиздания альбома Born to Die, которое Дель Рей выпустила 9 ноября 2012 года.
Дель Рей и продюсер Дэвид МакМюррэй зарегистрировали 13 треков с альбома в 2008 году. Вместо выпуска данного альбома, её лейбл выпустил сборник Kill Kill 21 октября 2008 года. Официальный релиз альбома Lana Del Ray состоялся 4 января 2010 года, а цифровой релиз в iTunes состоялся 24 января, но вскоре, через три месяца, был удален из онлайн-сервиса. Было также выпущено несколько промо-CD.

## Список композиций
Все песни с альбома написаны Ланой Дель Рей. Некоторые были написаны в соавторстве с Дэвидом Каном. 
| №   | Название                                       | Автор(ы)            | Длительность |
| --- | ---------------------------------------------- | ------------------- | ------------ |
| 1.  | «Kill Kill»                                    | Лана Дель Рей       | 3:26         |
| 2.  | «Queen of the Gas Station»                     | Дель Рей, Дэвид Кан | 3:06         |
| 3.  | «Oh Say Can You See»                           |                     | 3:55         |
| 4.  | «Gramma (Blue Ribbon Sparkler Trailer Heaven)» | Дель Рей, Кан       | 3:14         |
| 5.  | «For K, Pt. 2»                                 |                     | 3:19         |
| 6.  | «Jump»                                         |                     | 3:02         |
| 7.  | «Mermaid Motel»                                |                     | 3:13         |
| 8.  | «Raise Me Up (Mississippi South)»              |                     | 3:33         |
| 9.  | «Pawn Shop Blues»                              | Дель Рей, Кан       | 4:28         |
| 10. | «Brite Lites»                                  |                     | 3:54         |
| 11. | «Put Me in a Movie»                            |                     | 3:40         |
| 12. | «Smarty»                                       | Дель Рей, Кан       | 3:43         |
| 13. | «Yayo»                                         |                     | 3:22         |